# 2012年8月中國大陸

## 8月1日
- 北京广渠门遇难者遗孀透过湖南卫视斥责当局救灾不力，广电总局再借网民之名进行审查将有关片段停播[1]。
- 伦敦奥运会羽毛球女双比赛中，包括中国运动员于洋/王晓理在内的8名选手因消极比赛，而被取消参赛资格[2][3][4]。

## 8月2日
- 广电总局要求视频媒体革命剧须“敌我分明”，古装剧不得戏说，肥皂剧不得放大家庭矛盾，不得翻盘境外电视剧，禁止网游改编电视剧，不提倡小说改编电视剧；此令或导致湖南卫视热播电视剧《轩辕剑》停播。新京报（页面存档备份，存于）7706娱乐网（页面存档备份，存于）

## 8月6日
- 中國遼寧省岫岩滿族自治縣政府官網發布消息，2012年8月3至4日，當地遭受颱風侵襲，全縣「死亡5人、失蹤3人」，爾後，未有進一步的消息報導。直至2016年，有署名為「當地村民」之匿名者，郵寄一份附有罹難者38名的名單給中央人民廣播電台知曉，經電台記者逐一核實，人名確認者27名，3員由於姓名不全，無法辨認，8員因生前居住地址較偏僻，尚無法核實。由於死亡數與公告數差異過大，當地政府已開會討論此事件，盡快核實訊息真偽。[5]

## 8月7日
- 自7月中旬以来，因流传甚广的“打假”传言，辽宁省沈阳市及其部分周边地市的部分商铺集体歇业。（页面存档备份，存于）沈阳警方要求歇业店铺必须全部恢复营业（页面存档备份，存于）

## 8月16日
下午，中国国家主席胡锦涛在人民大会堂同哥斯达黎加总统劳拉·钦奇利亚举行会谈，双方就发展双边关系及共同关心的国际和地区问题深入交换意见，达成广泛共识。
- 郑州一女中医的助理医师资格证被弄错性别，导致其无法正常执业。申诉8年，当局告诉记者领导仍在出差[7][8][9]。

## 8月19日
- 针对钓鱼岛问题，深圳、广州、北京等十数个城市爆发反日游行示威活动。星岛日报（页面存档备份，存于）

## 8月24日
- 建成通车不到一年的哈尔滨阳明滩大桥垮塌，事故共造成3人死亡，5人受伤，事故原因正在调查处理中。中国新闻网（页面存档备份，存于）

## 8月26日
- 陕西省延安市境内凌晨2时发生特大交通事故，一辆双层卧铺客车和一辆将有甲醇的罐车发生追尾，并致两车起火，事故共造成36人死亡。新华网（页面存档备份，存于）

## 8月27日
- 日本驻华大使丹羽宇一郎在北京乘车外出时，其所乘车辆悬挂的日本国旗被一身份不明的男子夺走。路透社中文网（页面存档备份，存于）

## 8月28日
- 受今年15号台风“布拉万”影响，大约在28日凌晨2时40分许，中国两艘渔船在韩国海域触礁沉没，渔船上的33名渔民中，有5人死亡，18人获救，10人下落不明。人民网[]

## 8月29日
- CA981返航事件：由北京首都國際機場飛往約翰·菲茨傑拉德·甘迺迪國際機場的中國國際航空CA981次航班，在起飛7小時後，返回北京首都國際機場T-3航站樓，官方回應稱「受到威脅」。
- 17时左右，四川攀枝花一煤矿发生瓦斯爆炸，截止8月31日11时，事故共造成41人死亡，另有5人仍被困井下，49名伤者已送往医院救治。四川攀枝花一煤矿发生瓦斯爆炸 41人死亡 5人被困（页面存档备份，存于）

## 8月30日
- 上海证券交易所上市公司健康元药业集团股份有限公司（原太太药业股份有限公司）爆出丑闻，其下属子公司河南焦作健康元生物制品有限公司在一年半的时间内，收购1.45亿元地沟油用于制药。健康元总公司随后发表公告称，其焦作子公司非制药企业，而属于化工行业，并称“如出现质量问题，本公司将承担一切责任。”健康元被曝用地沟油制药 长城、鹏华两基金最受伤（页面存档备份，存于）健康元购1.45亿地沟油制药 回应称出问题将负责（页面存档备份，存于）